# Пионтковская, Валентина Ивановна
Валентина Ивановна Пионтковская (1877, Польша — ок. 1915, Париж) — русская актриса и певица, лирическое сопрано.
Валентина Пионтковская получила музыкальное образование в Италии. Выступала в Вильно, Варшаве, Киеве, Одессе, Москве и других городах. В 1910 году организовала в Санкт-Петербурге свой театр оперетты (в помещении театра «Пассаж»). Позже (по одним источникам, с 1914 года, по другим, после 1918 года) проживала в Париже, где также организовала свой театр оперетты (кабаре «Паризиана»), выступавший в различных городах Западной Европы.
Голос Пионтковской, имевший небольшой диапазон, отличался своеобразным тембром. Славу Пионтковской как артистке оперетты создали актёрское мастерство, искусное владение техникой танца и оригинальная, яркая и непринуждённая трактовка ролей. В числе лучших ролей: Ева («Ева» Ф. Легара), Ганна («Весёлая вдова» Легара), Елена («Прекрасная Елена» Ж. Оффенбаха).

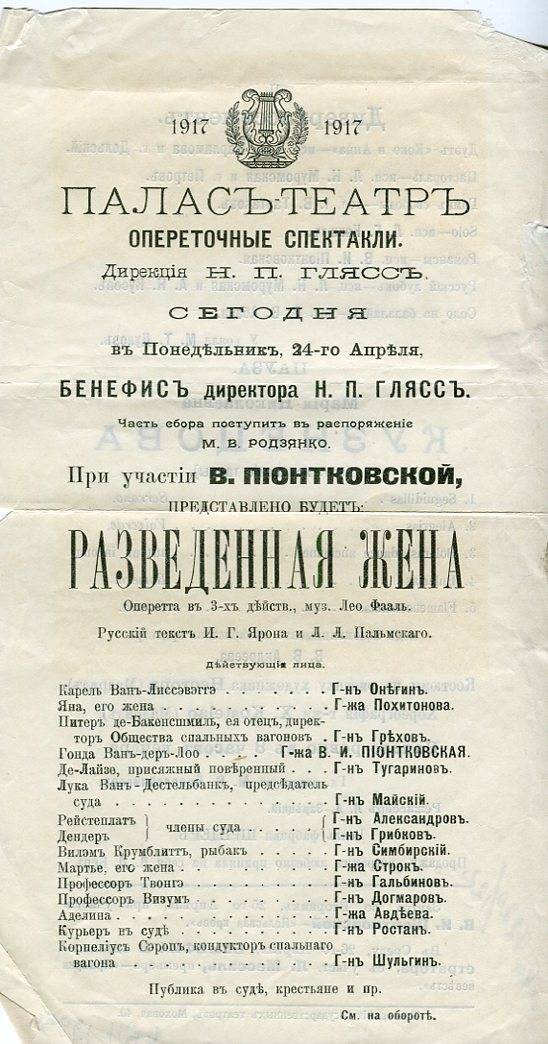
Программа с участием В.И.Пионтковской 24 апреля 1917 года.